# Hirsutipes intensior
Hirsutipes intensior là một loài bướm đêm trong họ Noctuidae.